# Minería en Argelia
Los hidrocarburos son el sector líder de la industria minera argelina, que incluye una producción diversa pero modesta de metales y minerales industriales. En 2006, la producción de helio en Argelia representó alrededor del 13% de la producción mundial total. Los hidrocarburos producidos en Argelia representaron alrededor del 2,9% de la producción mundial total de gas natural y alrededor del 2,2% de la producción mundial de petróleo crudo en 2006. Argelia poseía alrededor del 21% del total de los recursos mundiales identificados de helio, el 2,5% del total de las reservas mundiales de gas natural y alrededor del 1% del total de las reservas mundiales de petróleo crudo.

## Historia
Algunos minerales, como el mineral de hierro de alta ley, fosfato,  mercurio y zinc, se han exportado desde principios de la década de 1970. La Sociedad Nacional de Investigación y Exploración Minera (Société Nationale de Recherches et d'Exploitations Minières), la corporación estatal de minería y prospección, se creó en 1967. Como resultado de la política de descentralización del gobierno, la compañía fue reestructurada en 1983 en entidades separadas de producción y distribución. Las más importantes eran una empresa de mineral de hierro y fosfato conocida como Ferphos, que tenía tres unidades de producción y un complejo portuario en Annaba, y otra empresa llamada Erem, que se especializaba en la investigación minera en Boumerdès, en el mar Mediterráneo, y Tamanrasset, en el sur.

En el año 2000, el gobierno propuso permitir a los inversionistas extranjeros desarrollar yacimientos minerales en poder de las compañías mineras nacionales. La oficina nacional de investigación geológica y minera ha identificado muchos yacimientos minerales. Sin embargo, estos se encontraban en zonas remotas que carecían de infraestructura o de financiación gubernamental para el desarrollo. Debido a la proximidad de Argelia a Europa, su principal cliente de minerales, la base del país y los metales preciosos son de interés para los inversores extranjeros. Sin embargo, la guerra de guerrillas sigue siendo un factor disuasivo importante.

## Marco jurídico
La industria minera está gestionada principalmente por el Ministère de l'Énergie et des Mines (Ministerio de Energía y Minas) y organizaciones subsidiarias, como la Agence Nationale du Patrimoine Minier (ANPM) (Agencia Nacional de Patrimonio Minero). Los productos minerales transformados, como el cemento, los fertilizantes y el acero, están bajo la jurisdicción del Ministère de l'Industrie et de la Restructuration (Ministerio de Industria y Reestructuración).
Las operaciones mineras no petroleras fueron reguladas por la ley N.º 01-10 del 3 de julio de 2001, y los decretos asociados. Las operaciones de gas natural y petróleo fueron reguladas por la ley N.º 05-07 del 28 de abril de 2005. Las leyes ambientales aplicables a la industria minera incluyeron la ley N.º 03-10 del 19 de julio de 2003, y los decretos asociados, y la ley N.º 05-12 del 4 de septiembre de 2005.

## Impacto económico
Los ingresos atribuidos a la producción, procesamiento y venta de gas natural y petróleo representaron el 78% de los ingresos del gobierno en 2006. La actividad de los hidrocarburos representó más del 33% del producto interno bruto (PIB) del país en 2006. El continuo aumento de los precios internacionales del petróleo crudo y del gas natural se tradujo en un aumento significativo del valor de las exportaciones argelinas, la mayoría de las cuales se enviaron a través de los ocho puertos marítimos principales del país o se exportaron por gasoducto. En 2006, las exportaciones argelinas de bienes y servicios se valoraron en 57 300 millones de dólares, de los cuales los hidrocarburos representaron unos 53 600 millones de dólares, en comparación con 2005, cuando las exportaciones de bienes y servicios se valoraron en 48 800 millones de dólares, de los cuales los hidrocarburos representaron unos 45 600 millones de dólares. Otras exportaciones de productos minerales fueron los metales básicos (unos 206 millones de dólares), el hierro y el acero (197 millones de dólares), los minerales industriales (unos 52 millones de dólares) y los minerales preciosos (unos 4 millones de dólares).
Alrededor de 28 000 personas estaban empleadas en el sector minero, de las cuales algo menos de la mitad pertenecían al sector privado. Las empresas productoras de áridos y piedra representan más del 60% de la mano de obra del sector minero; las empresas productoras de arcilla, el 12%; las empresas productoras de fosfato, el 6%; y las empresas productoras de mineral de hierro, el 5%.

## Producción
En 2006 se registraron varios cambios significativos en la producción. Los productos minerales con incrementos notables en la producción incluyeron agregados y piedras trituradas, barita, cemento, dolomita, feldespato, mineral de hierro, roca fosfórica, sal, arena de construcción y acero. Los productos minerales con disminuciones notables en la producción incluyen amoníaco, oro, yeso, helio, puzolana, cuarcita,  arena de sílice, plata y zinc.

## Estructura de la industria minera
En 2006 había en Argelia unas 950 operaciones mineras no relacionadas con los combustibles, de las cuales casi el 70% eran operaciones de  áridos, arena para la construcción o piedra triturada. Las empresas del sector privado dominaban los sectores de agregados, arcilla común, yeso y arena. Las grandes y medianas empresas del sector público dominaban las filas de los productores de barita, bentonita, cemento, gas natural, petróleo y roca fosfórica. Las empresas en participación de empresas privadas y estatales dominaban el sector de producción de oro, el sector de producción de helio (Helios s.p.a.) y el sector de producción de acero (Mittal Steel Annaba s.p.a.).
A finales de 2006, el Gobierno ofreció vender sus participaciones mayoritarias en Société des Mines de Baryte d'Algérie s.p.a., Société des Diatomites d'Algérie s.p.a. y Société des Feldspaths d'Algérie s.p.a, todas ellas filiales de la empresa estatal Entreprise Nationale des Produits Miniers Non Ferreux & des Substances Utiles, s.p.a. (ENOF)]. En 2006, ENOF cerró la mina de zinc Chabet El Hamra y Société des Kaolins d'Algérie s.p.a. (que era una filial de ENOF) cerró la mina de caolín Djebel Debbagh.

## Productos básicos
En 2006, había unos 300 permisos de exploración en vigor. Entre los contratos de exploración, desarrollo y reurbanización que se estaban negociando figuraban los concertados con filiales de la Oficina de Gestión de Recursos Minerales de la provincia de Henan, en China para la prospección de cobre de Boukaïs, de plomo, de zinc de Boukhedma-Aïn Sedjra-Kef Semmah, de zinc de Boukhedma-Aïn Sedjra-Kef Semmah, de manganeso de Guettara, y la prospección de oro de Issefane. La Western Mediterranean Zinc s.p.a., que era una empresa en participación de Terramin Australia Ltd. (Terramin Australia Ltd.). (65% de participación) y ENOF (35% de participación), adquirieron los derechos para explorar el proyecto de zinc Oued Amizour.

### Oro
ENOR produjo 38 914 toneladas métricas[t] (38 299 toneladas largas; 42 895 toneladas cortas) de mineral con una ley promedio de 9.57 gramos por tonelada métrica de oro de la Mina Tirek en 2006, la cual fue significativamente menor que las 65 718 t (64 680 toneladas largas; 72 442 toneladas cortas) de mineral que la compañía extrajo en 2005. La disminución se atribuyó a la demora en la entrega del equipo. El desarrollo de la Mina Amesmessa continuó; se esperaba que la producción comenzara en 2007.

### Plomo, plata y zinc
Ensayos de muestras de un programa de perforación de 5 pozos en el depósito de Tan Chaffao por Tan Chaffao Mining Co. S.A.R.L., que era una empresa conjunta de Maghreb Minerals PLC del Reino Unido (85% de participación) y Gold and Industrial Minerals[GOLDIM], que era una subsidiaria de la estatal Office National de la Recherche Géologique et Minière (15%), indicó una mineralización menor a la esperada. A fin de año, la empresa en participación estaba re-evaluando la posibilidad de continuar la exploración del aislado yacimiento de Tan Chaffao, que se encuentra a unos 250 kilómetros (km) al noroeste de  Tamanrasset.
A finales de 2006, Western Mediterranean Zinc inició un programa de perforación en el yacimiento de Tala Hamza del proyecto de zinc Oued Amizour. Tala Hamza estaba a unos 12 km (7,5 millas) al suroeste del puerto de  Bejaia.

### Helio y gas natural licuado
En 2006, las pruebas de la planta de Helison Production s.p.a. en la planta de gas natural licuado (GNL) GL1K en Skikda dieron como resultado la producción inicial de helio líquido de la planta. Diseñada con una capacidad nominal de producción de 16 millones de metros cúbicos de helio líquido al año, la capacidad de la planta se limitaría a 8 millones de metros cúbicos al año debido a una explosión e incendio que destruyó tres trenes de GNL en Skikda en 2004. La construcción de un tren de GNL con una capacidad de 4,5 millones de toneladas métricas (4 400 000 toneladas largas; 5 000 000 toneladas cortas) por año en la instalación GL1K (para reemplazar los trenes de GNL destruidos) se esperaba que comenzara en 2007.

### Petróleo y gas natural

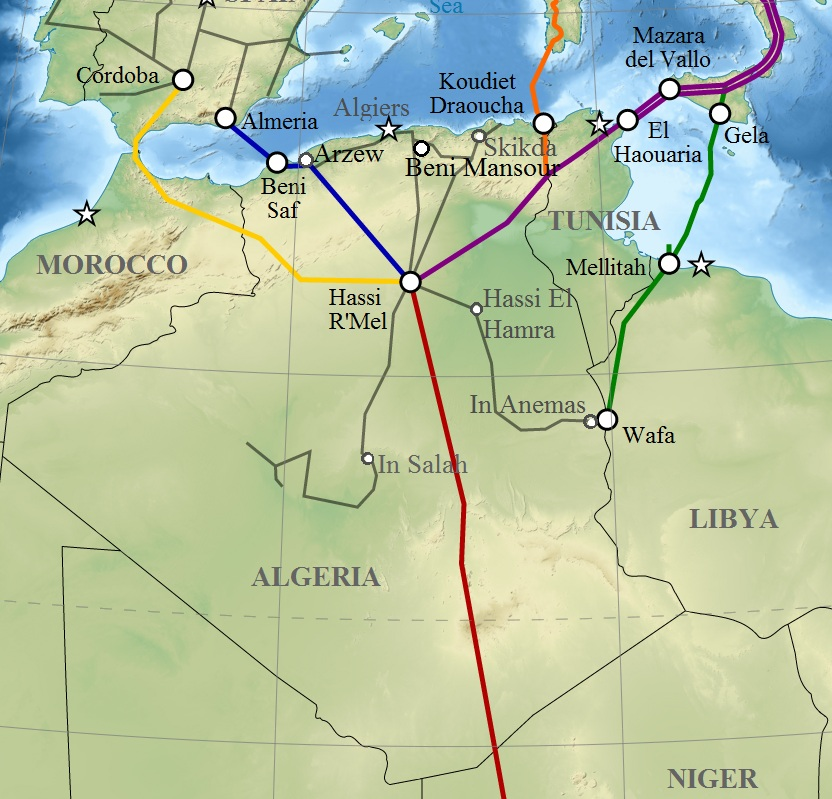
Mapa de Argelia con los gasoductos

Entre los yacimientos petrolíferos gigantes se encuentran el yacimiento de gas Hassi R'Mel y el yacimiento petrolífero Hassi Messaoud. Los elevados precios internacionales del petróleo crudo y del gas natural fomentaron la intensificación de las perforaciones de exploración y desarrollo en Argelia. El número de pozos de exploración perforados en 2006 aumentó a 77 en comparación con 64 en 2005 y 36 en 2001. El número de pozos de desarrollo perforados en 2006 aumentó a 208, en comparación con 161 en 2005 y 175 en 2001.
La alta demanda existente y prevista de petróleo y gas a nivel local y europeo ha dado lugar a la construcción y planificación de varios oleoductos en Argelia:

#### Oleoductos
- Beni Mansour a Arge
- Haoud El Hamra a Bejaia
- Haoud El Hamra a Skikda
- Haoud El Hamra a Arzew
- In Amenas a Haoud El Hamra
- Rhourde El Bagel a Haoud El Hamra
- Trapsa oleoducto desde Zarzaitine/Edjeleh a La Skhirra en Túnez
- El Borma a La Skhirra en Túnez

#### Gasoductos
- Argelia a Arzew
- Annaba a Skikda
- Bejaia a Skikda
- Haoud El Hamra a Arzew
- Hassi Messaoud a Has si R'Mel
- Has si R'Mel a Skikda
- Has si R'Mel a Algiers
- Has si R'Mel a Arzew
- In Amenas a Hassi Messaoud
- In Salah a Has si R'Mel
- Parte del Gasoducto Magreb-Europa a través de Cerdeña desde el campo Has si R'Mel hasta el campo El Kala
- Maghreb–Europe Gas Pipeline desde Has si R'Mel a Tarifa en España
- Medgaz desde Beni Saf a Almería en España
- El Borma a Gabes en Túnez
- Gasducto Transmediterráneo, desde Has si R'Mel a Bolonia, Italia, cruzando a través de Túnez
- Gasoducto Argelia-Italia vía Cerdeña desde El Kala a Cagliari (Cerdeña), en proyecto.
- Gasoducto trans sahariano desde Warri en Nigeria a Arzew, en proyecto.

#### Tuberías de productos
- Has si R'Mel a Eldoret
- Has si R'Mel a Hassi Messaoud

## Perspectivas
Debido a sus recursos de hidrocarburos y a la infraestructura asociada, así como a su ubicación cerca de Europa, que era el principal mercado para sus minerales, se espera que el sector de los hidrocarburos de Argelia siga atrayendo inversiones extranjeras directas. Se esperaba que la persistencia de los altos precios internacionales de los productos básicos fomentara la continuación del interés nacional e internacional en el programa del Gobierno para desinvertir parcialmente su participación en las operaciones mineras no relacionadas con los combustibles.
El éxito de la exploración de combustibles minerales y de otros minerales podría dar lugar a un aumento de las oportunidades de desarrollo de los productos básicos minerales. El gobierno se propone aumentar la producción de petróleo (sujeto a las cuotas de producción de la OPEP) e incrementar las exportaciones de gas natural para 2010.